# Cantonul Pradelles
Cantonul Pradelles este un canton din arondismentul Le Puy-en-Velay, departamentul Haute-Loire, regiunea Auvergne, Franța.

## Comune
- Arlempdes
- Barges
- Lafarre
- Landos
- Pradelles (reședință)
- Rauret
- Saint-Arcons-de-Barges
- Saint-Étienne-du-Vigan
- Saint-Haon
- Saint-Paul-de-Tartas
- Vielprat